# Gerrie Coetzee
Gerrie Coetzee (eigentlich: Gerhardus Christian Coetzee; * 8. April 1955 in Boksburg; † 12. Januar 2023 in Kapstadt) war ein südafrikanischer Schwergewichtsboxer und WBA-Weltmeister.

## Amateur
Seine Bilanz war 185 Siege bei sieben Niederlagen, drei davon gegen seinen südafrikanischen Landsmann Kallie Knoetze.

## Profi
Coetzee wurde 1974 Profi. 1979 konnte er den früheren Weltmeister Leon Spinks durch technischen K. o. in der ersten Runde schlagen und verdiente sich dadurch einen Weltmeisterschaftskampf. Im Oktober desselben Jahres kämpfte er in Südafrika um den vakanten Titel nach Version der WBA gegen den schwarzen US-Amerikaner John Tate, dessen Reise nach Südafrika von Bürgerrechtlern heftig kritisiert wurde. Tate schlug ihn nach Punkten.
Ein Jahr später kämpfte er erneut um den mittlerweile von Mike Weaver gehaltenen WBA-Gürtel. Auch diesen Kampf in Südafrika verlor er, diesmal durch Technischen K. o. in der dreizehnten Runde. In den USA unterlag er 1981 umstritten Renaldo Snipes nach Punkten, obwohl ihm im Kampfverlauf zwei Niederschläge gelangen.
1983 boxte er gegen den ungeschlagenen Pinklon Thomas in den USA unentschieden und erhielt kurz darauf seinen dritten Titelkampf. Sehr überraschend konnte er am 23. September 1983 den noch ungeschlagenen WBA-Titelträger Michael Dokes in den USA ausknocken und wurde Weltmeister. Dabei verletzte er aber zum wiederholten Male seine Schlaghand, was auch eine anvisierte Titelvereinigung mit Larry Holmes vereitelte.
Ebenso überraschend verlor er im Dezember 1984 in seiner ersten Titelverteidigung gegen den talentierten, aber oft phlegmatischen Greg Page durch K. o. in Südafrika.
Nach einem Sieg 1985 gegen den Herausforderer James Tillis ging er nach England und wurde von Frank Bruno 1986 in der ersten Runde ausgeknockt, anschließend beendete er seine Karriere. 1993 und 1997 kehrte er für Kurzzeitcomebacks in den Ring zurück. Seinen letzten Profikampf verlor er im Juni 1997 gegen Iran Barkley vorzeitig.
Gerrie Coetze starb im Januar 2023 im Alter von 67 Jahren an den Folgen einer Krebserkrankung.

## Auszeichnungen
2003 wurde Coetzee mit dem Order of Ikhamanga in Bronze ausgezeichnet.